# Anders Elfving
Anders Elfving, född den 1 januari 1745 på Vitemåla länsmansboställe, Ålems socken, död den 31 mars 1772 i Stockholm, var en svensk präst och väckelseledare. Han var farfars bror till Nere Albert Elfving.

## Biografi
Anders Elfving var son till kronolänsmannen Bengt Elfving och Catharina Verndahl. Han gick i Kalmar skola, följt av studier vid Uppsala universitet, varpå han utan erhållen akademisk examen prästvigdes med särskild åldersdispens.
Elfving tjänstgjorde efter prästvigningen 1767 i olika församlingar av Kalmar stift, blev sedan huspredikant hos generalguvernören H.H. von Liewen i Pommern och var från 1771 till sin död predikant i Artillerikyrkan i Stockholm. Elfving var en nitisk själasörjare och fängslande predikant, och drog under sina predikningar väldiga folkskaror och en omfattande kyrkoväckelse kom till stånd med följdverkningar över hela Småland och Blekinge och i sina följdverkningar ännu märkbar under mitten av 1900-talet.. Elfving företrädde den äldre lagiska pietismen, närmans i Peter Murbecks anda. Flera gånger anklagades han av kyrkliga myndigheter, men behandlades dock relativt milt. Trots stöd av kyrkoherde och församlingsbor förflyttades han från sin tjänst i Fagerhult, väckelsen levde länge kvar i trakten. En samling av Elfvings predikningar, Christlig huspostilla, utgavs 1854–56.